# わかめちゃんとかつおくん
『わかめちゃんとかつおくん』は、長谷川町子による日本の漫画である。かつて存在した講談社の学習雑誌『たのしい一年生』誌上に、同誌創刊号である1956年（昭和31年）9月から1961年（昭和36年）2月までの間に連載された。

## 略歴・概要
長谷川町子の家庭漫画『サザエさん』から、サザエの妹である磯野ワカメとその兄・磯野カツオの2名の名を冠した児童向けのスピンオフ作品である。
『たのしい一年生』に4回にわたって連載された『わかめちゃんとかつおくん』は、国立国会図書館にみる限り、単行本は姉妹社から刊行されていない。
1957年（昭和32年）に『かつおちゃんとわかめちゃん』という作品の単行本が姉妹社から刊行されていた。2002年（平成14年）1月および2月に朝日新聞社から『かつおちゃんとわかめちゃん』のタイトルで、文庫本2冊分（いずれも全80ページ）が復刊・刊行されている。こちらは復刊版の記述によると単行本のための書き下ろし作品とされている。
サザエさんの系統作品ということもあり、アニメ版サザエさんのエピソードに採り入れる形でアニメ化はされている。新聞掲載の4コマ漫画が原作のサザエさんは、シーンの一部分のみに原作の演出が引用されているのに対し、本作を原作とした回は、1話丸ごと原作の演出が採り入れられており、超短編の漫画が原作のため、原作の大雑把な演出を基に、作品の内容をより詳しくするようなオリジナル要素が大幅に付け加えられ、カツオとワカメをメインキャラクターに、磯野家全員が出演するようにストーリーを膨らませていた。
『かつおちゃんとわかめちゃん』と前述の『わかめちゃんとかつおくん』との同一性については、不明である。

## 連載
いずれも『たのしい一年生』誌上に掲載された。
- 1956年9月 - 1957年3月 対象 : 「1949年（昭和24年）4月2日 - 1950年（昭和25年）4月1日生まれ」の学年
- 1957年4月 - 1958年3月 対象 : 「1950年（昭和25年）4月2日 - 1951年（昭和26年）4月1日生まれ」の学年
- 1958年4月 - 1959年2月 対象 : 「1951年（昭和26年）4月2日 - 1952年（昭和27年）4月1日生まれ」の学年
- 1960年6月 - 1961年2月 対象 : 「1953年（昭和28年）4月2日 - 1954年（昭和29年）4月1日生まれ」の学年